# Gyronotus pumilus
Gyronotus pumilus är en skalbaggsart som beskrevs av Karl Henrik Boheman 1857. Gyronotus pumilus ingår i släktet Gyronotus och familjen bladhorningar. Inga underarter finns listade i Catalogue of Life.